# Platycypha rufitibia
Platycypha rufitibia är en trollsländeart. Platycypha rufitibia ingår i släktet Platycypha och familjen Chlorocyphidae. IUCN kategoriserar arten globalt som livskraftig.

## Underarter
Arten delas in i följande underarter:
- P. r. lucalaensis
- P. r. rufitibia